# ラ・ガゼット・デュ・シネマ
『ラ・ガゼット・デュ・シネマ』（仏語：La Gazette du cinéma、1950年5月 - 11月）は、かつて存在したフランスの映画雑誌。

## 略歴・概要
1948年、リセ教師エリック・ロメールは、毎週木曜日の午後に開かれる「シネクラブ・デュ・カルティエ・ラタン」（パリ・カルティエ・ラタンのダントン街）の解説者になった。このシネクラブは、彼の以前の教え子のひとりがつくったもので、ジャンク寸前のプリントを紹介することが許されていた。1930年代のアメリカ映画がたくさん上映されたが、このシネクラブの目的は、差別なく、最も多くのことを可能な限り示すことにあった。ロメールによれば、アカデミックなシネクラブがあるとしてそれとの違いといえば、それは、あるフィルムがほかのよりも偉大であることを主張するような島国的論理をもっていたことだという。「われわれにあっては、なんでも上映し、われわれとわれわれの観客には傑作とはこれであり、しかもこれではないと言うことが許されていたのだ」。ロメールは、シネクラブ・デュ・カルティエ・ラタンについてそのように語ったのだと説明している。それはロメールにとってジャック・リヴェットやフランシス・ブーシェとの出逢いであり、彼らとともに、同シネクラブの機関誌を『ラ・ガゼット・デュ・シネマ』へと変革することであった。
リヴェットは、当時すでにこの機関誌に、モンタージュ映画についての注目すべき記事を書いていた。同記事は、彼にとっての発散でもあった。『ガゼット』誌は、知的なシネフィルが現代映画についてそこで討議する、批評の雑誌であった。リヴェットはそこで、いくつもの記事を発表し、ジャン＝リュック・ゴダールもまた、そこでハンス・リュカス名義で書いていた。しかし、フランソワ・トリュフォーは、この雑誌ではコラボレートしなかった。
1950年5月 - 11月、わずか「5号」きりの雑誌であったが、ロメールの『ストロンボリ』（ロベルト・ロッセリーニ監督）論、ゴダールの『他人の家』（ジョーゼフ・L・マンキーウィッツ監督）論や『暗黒の恐怖』（エリア・カザン監督）論、『メキシコ万歳』（セルゲイ・エイゼンシュテイン監督）論、『輪舞』（マックス・オフュルス監督）論、リヴェットの『南部の人』（ジャン・ルノワール監督）論、『オルフェ』（ジャン・コクトー監督）論、『山羊座のもとに』（アルフレッド・ヒッチコック監督）論、そのほか、ジャン・ドゥーシェ、ジャン・ドマルキ、アレクサンドル・アストリュック、ジャン＝ポール・サルトル、ジャック・ドニオル＝ヴァルクローズの執筆記事も掲載されていた。
同誌は急速に消滅したが、それはキオスクで売るのではなく、シネクラブの限られたメンバーにのみにしか届けなかったからである。最初の数号で利益を生み出すことは可能であったが、それを編集をつづけることはできなかった。そんなわけで『レクラン・フランセ』は、映画界において、重要な場所をキープしたわけである。しかし、実際のところ、たった半年で『ガゼット』誌が閉じられたのは、アンドレ・バザンらが『カイエ・デュ・シネマ』誌を創刊しようとする動きに合流するためであった。『レクラン』誌も『カイエ』誌創刊の翌年には廃刊となった。

## 註
1. 1 2 3  仏語版Wikipedia、Gazette du cinémaの項参照。
2. ↑  Bazin & Cahiers Archived 2006年11月23日, at the Wayback Machine. 英語